# 堕落 (映画)
『堕落』（だらく、イタリア語: La corruzione）は、1963年（昭和38年）製作・公開、マウロ・ボロニーニ監督によるイタリア・フランス合作映画である。

## 略歴・概要
本作は、1963年に製作、イタリア・フランス両国で公開されたが、正確な公開日は不明である。
日本では、負債を負ったイタリフィルムから営業譲渡を受けて発足した東京第一フィルムが輸入し、1964年（昭和39年）8月22日、同社の配給により公開された。

## スタッフ
- プロデューサー : アルフレド・ビニ （Alfredo Bini）
- 監督 : マウロ・ボロニーニ
- 脚本 : ウーゴ・リベラトーレ （Ugo Liberatore）、フルビオ・ジッカ・パッリ （Fulvio Gicca Palli [3]）、マウロ・ボロニーニ
- 原案 : ウーゴ・リベラトーレ
- 撮影 : レオニーダ・バルボーニ （Leonida Barboni）
- 美術 : マウリッツォ・キアーリ （Maurizio Chiari [4]）
- 衣裳 : ピエロ・トージ （Piero Tosi）
- 編集 : ニーノ・バラーリ （Nino Baragli）
- 音楽 : ジョヴァンニ・フスコ （Giovanni Fusco）

## キャスト
クレジット順
凡例は俳優名 - 役名または役柄
- アラン・キュニー - Leonardo Mattioli
- ロザンナ・スキャフィーノ（英語版） - Adriana
- ジャック・ペラン - Stefano, son of Leonardo
- イザ・ミランダ - Leonardo's wife
- フィリッポ・スケルツォ（英語版） - Teacher
- エンニオ・バルボ（英語版） - Morandi
- アンナ・グロリ （Anna Glori [5]）
- ワンダ・トレス （Wanda Tres [6]）
- マルチェラ・ヴァレリ （Marcella Valeri [7]）
- ブルーノ・カッタネオ（イタリア語版）
- マルチェロ・シモニ （Marcello Simoni [8]）
- レナート・モンタルバーノ （Renato Montalbano [9]）

## 関連事項
- 1964年の日本公開映画

## 註
1. 1 2  La corruzione, Internet Movie Database （英語）, 2010年8月9日閲覧。
2. 1 2  堕落、キネマ旬報映画データベース、2010年8月9日閲覧。
3. ↑  Fulvio Gicca Palli - IMDb（英語）, 2010年8月9日閲覧。
4. ↑  Maurizio Chiari - IMDb（英語）, 2010年8月9日閲覧。
5. ↑  Anna Glori - IMDb（英語）, 2010年8月9日閲覧。
6. ↑  Wanda Tres - IMDb（英語）, 2010年8月9日閲覧。
7. ↑  Marcella Valeri - IMDb（英語）, 2010年8月9日閲覧。
8. ↑  Marcello Simoni - IMDb（英語）, 2010年8月9日閲覧。
9. ↑  Renato Montalbano - IMDb（英語）, 2010年8月9日閲覧。